# South Mountain (Teksas)
South Mountain je gradić u američkoj saveznoj državi Teksas. Prema popisu stanovništva iz 2010. u njemu je živjelo 384 stanovnika.